# こんにちはTVhです。
「こんにちはTVhです。」は、テレビ北海道で毎月1回放送している自己批評番組である。

## 放送時間
毎月最終金曜日 10:20 - 10:25
- 2012年3月
毎月最終月曜日 10:25 - 10:30

## 備考
- 字幕放送を実施している（デザインは現在の長方形枠内の「字幕」表記でなく、2007年7月までTXN各局共通で表示されていた正方形枠に「字幕放送」という表記を編集時に挿入）。
- 本番組が開始されるまでは、TVhのローカルニュース枠で番組審議会の模様を放送していた。

| スタブアイコン | サブスタブ | この項目は、まだ閲覧者の調べものの参照としては役立たない、テレビ番組に関連した書きかけの項目です。この項目を加筆・訂正などしてくださる協力者を求めています（P:テレビ/PJ:放送または配信の番組）。 |